# Cronofòbia
La cronofòbia, també coneguda com a neurosi de la presó, es considera un trastorn d'ansietat que descriu la por que el temps i el temps avanci, que es veu habitualment en els presos. A més dels presos també s'identifica la cronofòbia en persones que pateixen quarantena a causa de la COVID-19. Com que el temps s'entén com un concepte específic la cronofòbia es classifica com una fòbia específica.
El terme cronofòbia prové del grec "chronos", que significa temps, i "phobo", que significa por.

## Símptomes
La cronofòbia es manifesta de diferents maneres perquè cada persona que pateix aquest trastorn pateix símptomes diferents. Els reclusos experimenten un malestar psicològic constant que es caracteritza per ansietat, pànic i claustrofòbia per la durada i la immensitat del temps. El símptoma principal de la cronofòbia és la sensació de perill imminent de pèrdua i el desig de conservar el record del que va passar. Els signes més comuns inclouen procrastinació, mala planificació de la jornada laboral, incapacitat per dir "no", distracció i intentar fer massa coses alhora. La gent també informa que comencen a pensar que res és "a temps" i que tenen por de no acabar les seves tasques a temps.

## Raons

### Factors de risc i causes
Algunes persones tenen més probabilitats de patir cronofòbia. El risc augmenta per a persones grans o malaltes perquè les persones grans o que tenen afeccions mèdiques terminals tenen més probabilitats de ser dominades per la por d'apropar-se a la mort. Es poden fixar en el nombre de dies que els queden, cosa que pot provocar una ansietat severa. Les persones a la presó també tenen més probabilitats de desenvolupar cronofòbia. La neurosi de la presó és un altre nom d'aquesta malaltia. Els reclusos, especialment els que compleixen condemnes prolongades, sovint es fixen en el pas del temps. Poden creure que el temps els passa massa lentament o massa ràpid, i sovint compten els dies fins que són alliberats. També poden experimentar sentiments claustrofòbics mentre estan a la presó. Les persones que han patit una experiència traumàtica també tenen més probabilitats de patir cronofòbia. Podrien tenir-ho com a resultat del TEPT. Moltes persones van desenvolupar cronofòbia després de ser posades en quarantena a causa de la Covid-19. Es van fixar en fer un seguiment del temps o es van sentir impotents davant el pas del temps. Les persones que tenen antecedents de malaltia mental formen el grup final. Els que tenen un trastorn d'ansietat generalitzada, antecedents d'⁣atacs de pànic o trastorn de pànic o altres fòbies tenen més risc. Si un té depressió o un problema d'addicció a substàncies, també és més probable que la persona desenvolupi una fòbia.
La cronofòbia i altres fòbies són causades per una combinació de factors ambientals i genètics. La cronofòbia es pot desenvolupar com a resultat d'estar empresonat, tenir una malaltia mortal o sobreviure a una experiència traumàtica. Les persones que pateixen ansietat o pateixen malalties mentals tenen més probabilitats de desenvolupar fòbies. Les malalties mentals, els problemes d'estat d'ànim i les fòbies sovint es transmeten de generació en generació. Si tens una família que pateix determinades malalties, tens un risc més elevat.

### Disparadors
La cronofòbia provoca preocupació, por i ansietat per diverses raons. Les vacances, els aniversaris, les graduacions i els aniversaris poden ser desencadenants d'aquesta fòbia. I quan s'activa, apareixen les següents preocupacions:
- Són impotents per evitar que el temps els passi.

- El seu propi pas en el temps. També poden tenir por de morir o morir (Tanatofòbia).[6]

- Senten el temps com a "immens" (molt gran) o aclaparador.[6]
- El temps es mou massa lentament.[6]

## Tractaments

### Teràpia cognitiva-conductual
La teràpia cognitiva conductual (TCC) és una forma de teràpia que pren com a objectiu corregir els pensaments inadaptats que tenen un efecte negatiu significatiu en la vida d'una persona. La TCC es pot utilitzar per al tractament de fòbies específiques. El terapeuta crea un pla personalitzat que s'adapti millor a cada fòbia i persona. La teràpia està orientada a objectius i està estructurada. Té com a objectiu canviar els patrons de pensament negatiu durant el malestar emocional i ajudar els pacients a obtenir informació sobre com els seus pensaments afecten les seves accions. L'objectiu de la teràpia en el cas de la cronofòbia és aconseguir el control de l'ansietat i els patrons de comportament creats per les respostes aclaparadores de por.

### Psicofarmacologia
En alguns casos, la medicació per a l'ansietat pot provocar símptomes més lleus en fòbies. Tanmateix, en comparació amb la teràpia conductual, els resultats solen ser menys eficients. Les opcions farmacològiques a curt termini sovint es combinen amb la teràpia cognitiva-conductual. Els plans a llarg termini són rars i sovint estan relacionats amb casos de reaccions adverses als medicaments. Els trastorns fòbics específics com la cronofòbia es poden tractar amb benzodiazepines, inhibidors selectius de la recaptació de serotonina (ISRS), inhibidors de la recaptació de serotonina noradrenalina (IRSN), inhibidors de la monoaminooxidasa (IMAO) i bloquejadors β-adrenèrgics.

### Hipnoteràpia
La hipnoteràpia busca un nivell profund de consciència mitjançant una atenció focalitzada i un procés de relaxació estructurat. Durant l'estat natural d'augment de la consciència o "trànsit", els terapeutes qualificats poden ajudar les persones a sintonitzar els pensaments negatius o de por. Es pot utilitzar per donar forma a la comprensió dels símptomes d'ansietat relacionats amb la cronofòbia alterant diferents estructures de memòria i percepció.

## Mètodes d'afrontament

### Tècniques de relaxació
L'objectiu de les tècniques de relaxació és disminuir l'⁣ansietat física i psicològica de l'individu augmentant la sensació de calma de l'individu. La tensió muscular i l'augment de la freqüència cardíaca són respostes físiques a l'ansietat, i les emocions són respostes psicològiques a l'ansietat. Les tècniques de relaxació atreuen l'atenció de l'individu al seu ritme respiratori que pot tenir un efecte relaxant i disminuir l'ansietat relacionada amb la cronofòbia. També crida l'atenció al seu cos que els fa centrar en el present.
| Tècniques de relaxació                                      | Descripció |
| ----------------------------------------------------------- | --- |
| Exercicis de respiració profunda (respiració diafragmàtica) | Els individus inspiren i expiren lenta i profundament. |
| Relaxació progressiva                                       | Els individus es tensen i després relaxen diferents grups musculars del cos un per un. |
| Relaxació passiva                                           | L'individu recorre cada grup muscular i identifica els músculs tensos. Després relaxen el múscul. L'individu no tensa conscientment els seus músculs com es fa en la relaxació progressiva. |
| Formació autògena                                           | Un individu realitza diferents exercicis, com ara aixecar el braç, mentre es diu repetidament afirmacions diferents.                                                                        |
| Imatges guiades                                             | Els individus intenten invocar la sensació de calma i relaxació en els seus cossos imaginant diferents imatges que connecten amb aquests sentiments.                                        |
| Bioretroalimentació: relaxació assistida                    | L'ús de l'electrònica per controlar i ser conscient de les respostes corporals. |

### Tècniques de consciència plena
Les tècniques de consciència plena poden ser útils per reduir l'ansietat de passar el temps perquè torna a centrar l'atenció en el present.
La meditació és una pràctica que se centra en les sensacions, objectes, sentiments, pensaments i tècniques de respiració. La meditació de consciència plena consta de dues parts. En primer lloc, es presta atenció al present i centrant-se específicament en els mateixos sentiments, pensaments i sensacions. En segon lloc, un accepta els seus pensaments i sentiments sense reacció ni judici abans de deixar-los anar. L'objectiu de la meditació de consciència plena és reduir l'ansietat de l'individu per passar el temps tornant a centrar la seva atenció en la seva respiració i els seus 5 sentits, tots dos temes neutres sense connexions emocionals amb la cronofòbia.
El ioga és una combinació d'exercici i meditació i s'utilitza sovint en la meditació de consciència plena. Els individus se centren en la seva respiració i equilibri mentre mouen els seus cossos a diferents posicions. Igual que el ioga de meditació de consciència plena crida l'atenció als pensaments, sentiments i sensacions d'un. Afavoreix un estat mental saludable en individus amb estrès i ansietat relacionats amb la cronofòbia canviant el seu enfocament als exercicis.

### Grups de suport
Un grup de suport està format per diverses persones que s'enfronten a una lluita similar, com ara la cronofòbia, i un líder. Normalment, el grup de suport és dirigit per algú que actualment no està lluitant amb els mateixos problemes que els altres membres. L'objectiu d'un grup de suport és superar el seu problema compartit o, si això no és possible, trobar maneres d'afrontar-lo. Dins d'un grup de suport a la cronofòbia, els membres poden oferir i obtenir consells sobre com fer front a la cronofòbia. També té l'oportunitat de compartir la seva experiència i escoltar l'experiència d'altres individus amb la cronofòbia, cosa que pot ajudar-los a no sentir-se tan sols en la seva lluita.

## Epidemiologia
Les poblacions amb una major prevalença de cronofòbia són els presos, per això també s'anomena de vegades "neurosi carcerària". Les persones grans i també les persones que s'enfronten a una malaltia mortal que es preocupen de morir aviat també poden experimentar aquesta por. Les persones que han sobreviscut a un trauma extrem com un desastre natural o un naufragi també corren el risc si es mantenen ansioses i incertes sobre el pas del temps i quant els queda.